# Populus charbinensis
Populus charbinensis är en videväxtart som beskrevs av C. Wang och Skvortsov. Populus charbinensis ingår i släktet popplar, och familjen videväxter. Utöver nominatformen finns också underarten P. c. pachydermis.